# Özcan Yeniçeri

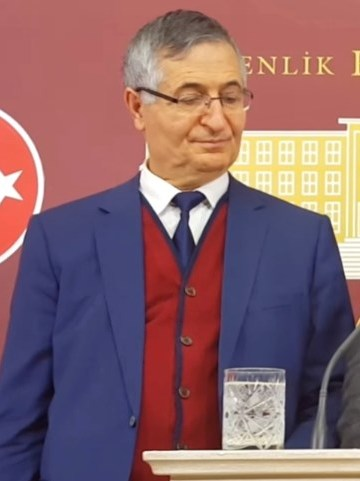
Özcan Yeniçeri

Özcan Yeniçeri (* 1. Januar 1954 in Şiran, Provinz Gümüşhane) ist ein türkischer Pädagoge und Politiker.

## Leben
Özcan Yeniçeri absolvierte die İşletme Muhasebe Bölümünü an der Ankara Ticaret ve Turizm Yüksek Öğretmen Okulu. Seinen Master erhielt er an der Uludağ-Universität und seine Graduierung zum Doktor an der İşletme Bölümünde der Erciyes-Universität.
Er arbeitete an verschiedenen Orten als Grundschul- und Mittelschullehrer sowie als Verwalter. 1990 wurde er Hochschullehrer an der Niğde İktisadi İdari Bilimler Fakültesi der Selcuk-Universität. Er wurde Direktor der Niğde Meslek Yüksek Okulu. 1998 wurde er doçent. Er gründete die Fakultät für internationale Beziehungen an der Ahmed-Yesevi-Universität und wurde deren Vorsitzender. Danach wurde er auch Vorsitzender der Ahmet Yesevi Stratejik Araştırmalar Merkezi. Im selben Jahr wurde er Professor für die Branchenverbände.
Bei den Parlamentswahlen 2011 wurde Yeniçeri als Mitglied der rechtsextremen Partei der Nationalistischen Bewegung (MHP) zum Parlamentsabgeordneten für Ankara gewählt. Er wurde Mitglied in der Erziehungs-, Kultur, Jugend- und Sportkommission sowie der Freundschaftsgruppe für die Parlamentsbeziehungen mit Dänemark und Kasachstan. Bei der Parlamentswahl im Juni 2015 wurde er nicht wieder nominiert. 
Özcan Yeniçeri schreibt auch Kolumnen in Zeitungen und macht Fernsehprogramme. Derzeit schreibt er die Tageszeitung Yeniçağ, die die parteiinterne Opposition unterstützt. Insgesamt veröffentlichte er mehr als 14 Bücher. Er wurde mit dem Prof. Dr. Osman Turan Kültür Araştırmaları Ödülü ausgezeichnet. Er spricht Französisch, ist verheiratet und Vater von vier Kindern.